# Dion Fortune
Dion Fortune (Pseudonym von Violet Mary Firth; * 6. Dezember 1890 in Llandudno, Wales; † 8. Januar 1946 in London) war eine walisische Okkultistin, Rosenkreuzerin, Theosophin und Autorin. Sie war die Gründerin der Fraternity of the Inner Light, die heute Society of the Inner Light heißt.

## Leben und Werk

### Kindheit, Ausbildung und Ehe
Dion Fortune wurde am 6. Dezember 1890 in Llandudno geboren. Die Eltern waren Mitglieder der Christian Science, die Mutter übte dort die Tätigkeit eines spiritual healer (Praktikerin) aus, der Vater war Solicitor. Über ihre Kindheit ist kaum etwas bekannt. 1902 zog die Familie nach Somerset, 1906 nach London und später nach Letchworth Garden City. 1904 trat Fortune der Christian Science bei.
Im Sommer 1911 begann sie am Studley College in Studley (Warwickshire) Gartenbau zu studieren. Nach ihrer Promotion 1913 war sie Mitarbeiterin im Stab der Colleges, erlitt dann jedoch einen psychischen Zusammenbruch und gab diesen Posten auf. Ihren Angaben zufolge hatte die Rektorin des Colleges, Lillias Hamilton (1858–1925), einen „magischen Angriff“ gegen sie gerichtet, der sie für drei Jahre außer Gefecht setzte. In dieser Zeit begann sie sich mit Psychologie zu beschäftigen und studierte später an der Universität London dieses Fach.
Während des Ersten Weltkrieges schloss sie sich der Women’s Land Army (Landarmee) an, einer zivilen britischen Organisation, die Aufgaben im Bereich der Nahrungsproduktion erfüllte. Gearbeitet wurde in der Landwirtschaft und dann im Labor, wo aus Gemüse-Kasein Käse hergestellt werden sollte.
Am 6. April 1927 heiratete sie in Paddington den Arzt Thomas Penry Evans († 1959); dieser verließ sie 1939 wegen seiner Beziehung zu Anne Mower White, die (kinderlose) Ehe wurde geschieden.

### Als Theosophin und Rosenkreuzerin
Wann sie in Kontakt mit der Theosophie kam, ist unklar, die Angaben variieren von 1906 bis um 1920. Ebenso ist ihr Eintritt in die Theosophische Gesellschaft (TG) umstritten, auch hier schwanken die Zahlen von 1906 bis um 1920, doch dürfte letzteres am wahrscheinlichsten sein. Jedenfalls trat sie in eine TG-Loge mit dem Namen Christian Mystic Lodge of the Theosophical Society ein, wohl einen Ableger der Adyar-TG. Präsident dieser Loge soll Theodore Moriarty (1873–1923) gewesen sein, dessen Schülerin sie wurde und den sie in ihren Dr. Taverner-Romanen verewigte. Nach dessen Tod 1923 übernahm sie die Leitung der Loge. Wie lange sie diese Funktion ausübte, ist unklar.
1919 trat sie in London dem südlichen Zweig des Alpha-et-Omega-Tempels in Edinburgh bei, einer Nachfolgeorganisation des Hermetic Order of the Golden Dawn, der von Maiya Curtis Webb (der späteren Maiya Tranchell Hayes) geleitet wurde. Als ihren Ordensnamen wählte sie Dion Fortune, angelehnt an das Motto ihrer Familie Deo, non Fortuna (lat. Gott, nicht das Schicksal). In dieser Zeit hatte sie auch Kontakt mit John William Brodie-Innes (1848–1923). Später verließ sie diese Gruppe jedoch wieder und schloss sich dem Londoner Tempel unter Moina Mathers (1865–1928) an, welcher für sich beanspruchte, die „orthodoxere“ der beiden Richtungen zu sein. Bald befand sie desillusioniert, diese Gruppe bestehe in der Hauptsache aus „Witwen und zankenden Greisen“. Wegen ihrer Veröffentlichungen von Sane Occultism und Psychic Self-Defence (= Selbstverteidigung mit PSI) wurde sie von Moina Mathers des Geheimnisverrats bezichtigt. Weitere Meinungsverschiedenheiten u. a. wegen gechannelten Materials, das sie später unter dem Titel Die Kosmische Doktrin veröffentlichte, führten letztlich zum Ausschluss aus dem Orden. Zu diesem Zeitpunkt hatte sie erst den Grad 2= 9 erreicht. Später setzte sie ihre Ausbildung in der Stella Matutina bis zum 5= 6 fort. Sie war es auch, die sich für die Aufnahme von Israel Regardie in den Hermes-Tempel der Stella Matutina einsetzte.
Ihren Angaben zufolge war sie in Kontakt mit mehreren Meistern der Weisheit. Ferner war sie Mitglied der Science, Arts and Crafts Society.

### DieFraternity of the Inner Light
1924 gründete sie ihre eigene Organisation, die Fraternity of the Inner Light, am Fuß des Glastonbury Tor. Anfang der 1930er-Jahre verlegte sie das Hauptquartier von Glastonbury nach London und 1939 folgte die Umbenennung in Society of the Inner Light; diese besteht bis heute.
1937 lernte sie Charles Richard Foster Seymour (1880–1943) kennen, der ihr weiteres Wirken beeinflusste und nach ihrer Scheidung von Thomas Penry Evans die Priesterrolle bei ihren Ritualen übernahm. Ab Oktober 1939 gab es im Rahmen der Society regelmäßige Treffen zur „Lichtarbeit“ auf der Astralebene, um England zu schützen.
Sie starb im 55. Lebensjahr am 8. Januar 1946 in London an Leukämie. Ihre Werke veröffentlichte sie teils unter ihrem bürgerlichen Namen Violet Mary Firth und teils als Dion Fortune, manchmal benutzte sie auch das Pseudonym V. M. Steele.

## Werke
- More Violets. Jarrold & Sons, London 1906
- The Machinery of the Mind. Allen & Unwin, London 1922
- The esoteric philosophy of love and marriage. Rider & Son, London 1924 (Das karmische Band. Schirner, Darmstadt 2001, ISBN 3-89767-082-8)
- The Soya Bean. Daniel, London 1925
- The Psychology of the Servant Problem. Daniel, London 1925
- The Secrets of Dr. Taverner. Noel Douglas, London 1926
- The Demon Lover. Noel Douglas, London 1927 (Ein dämonischer Liebhaber. Smaragd, Fulda 1991, ISBN 3-926374-24-1)
- The Problem of Purity. Rider, London 1928
- The Esoteric Orders and their Work. Rider, London 1928 (Esoterische Orden und ihre Werke, Übersetzer: Osmar Henry Syring, Verlag Heliakon, München 2021, ISBN 978-3-943208-86-3)
- The Sane Occultism. Rider, London 1928 (einige Kapitel daraus in: Handbuch für Suchende. Smaragd, Köln 1987, ISBN 3-926374-19-5)
- Psychic Self-Defence. Rider, London 1930 (Selbstverteidigung mit PSI. Ansata, Interlaken 1979, ISBN 3-7787-7046-2)
- The Training and Work of an Initiate. Rider, London 1930
- Mystical Meditations on the Collect. Rider, London 1930
- Spiritualism in the Light of Occult Science. Rider, London 1931
- Avalon of the Heart, Glastonbury. Frederick Muller, London 1934 (Glastonbury, das englische Jerusalem, Avalon und der heilige Gral. Goldmann, München 1991, ISBN 3-442-12289-9)
- The Mystical Qabalah. Williams and Norgate, London 1935 (Die mystische Kabbala – Das Geheimnis des Lebensbaumes. Aurinia Verlag, Hamburg 2014, ISBN 978-3-95659-017-7)
- The Winged Bull. Williams & Norgate, London 1935 (Der geflügelte Stier, Übersetzer: Osmar Henry Syring, Verlag Heliakon, München 2023, ISBN 978-3-949496-57-8)
- The Scarred Wrists. Stanley Paul, London, 1935
- Practical Occultism in Daily Life. Williams & Norgate, London 1935
- The Goat-Foot God. Williams & Norgate, London 1936 (Der Gott Pan. Übersetzer: Osmar Henry Syring, Verlag Heliakon, München 2017, ISBN 978-3-943208-36-8)
- Hunters of Humans. Stanley Paul, London 1936
- Beloved of Ishmael. Stanley Paul, London 1937
- The Sea Priestess. Eigenverlag, London 1938 (Die Seepriesterin. Smaragd, Fulda 1989, ISBN 3-926374-12-8)
- Moon magic. Aquarian Press, London 1956 (Mondmagie. Smaragd, Fulda 1990, ISBN 3-926374-21-7)
- Through the Gates of Death. Aquarian Press, London 1957 (Durch die Tore des Todes ins Licht. Smaragd, Köln 1990, ISBN 3-926374-13-6)
- The Cosmic Doctrine. Aquarian, Wellingborough 1976 (Die kosmische Doktrin – Big Bang, Chaosforschung und Evolution. Aurinia Verlag, Hamburg 2004, ISBN 3-937392-07-6)
- Applied Magic and Aspects of Occultism. Aquarian, Wellingborough 1987, ISBN 0850306655 (Angewandte Magie. Übersetzer: Osmar Henry Syring, Verlag Heliakon, München 2017, ISBN 978-3-943208-37-5)